# Charrat
Charrat es una comuna suiza del Cantón del Valais, situada en el distrito de Martigny. Limita al noroeste con las comunas de Fully, al este con Saxon, al sureste con Vollèges, y al suroeste y oeste con Martigny.

## Transportes
Ferrocarril
Existe una estación ferroviaria en la comuna, donde efectúan parada trenes regionales que la comunican con otras localidades y comunas del Cantón del Valais.